# Alyaksandr Bychanok
Alyaksandr Bychanok (tiếng Belarus: Аляксандр Бычанок; tiếng Nga: Александр Быченок; sinh 30 tháng 5 năm 1985) là một cầu thủ bóng đá Belarus, anh thi đấu ở vị trí trung vệ cho Isloch Minsk Raion. Anh từng ra sân cho Đội tuyển bóng đá quốc gia Belarus năm 2011.